# 4,4'-Bipiridina
4,4'-Bipiridina (4,4'-bipy) é um dos isômeros da bipiridina, principalmente usado como precursor do catião N,N'-dimetil-4,4'-bipiridínio [(C5H4NCH3)2]2+, cujo cloreto é o paraquat. 